# Radiance of the Seas
Radiance of the Seas (укр. Сяйво морів) — круїзне судно класу Radiance, що перебуває у власності компанії «Royal Caribbean Cruises Ltd.» та експлуатується оператором «Royal Caribbean International». Ходить під прапором Багамських островів із портом приписки в Нассау.

## Історія судна
Судно було закладене 24 червня 1998 року на верфі «Meyer Werft» в Папенбурзі, Німеччина. Спуск на воду відбувся 15 червня 2000 року. 9 березня 2001 року судно здано в експлуатацію, а 10 березня передано на службу флоту компанії-замовника. 7 квітня того ж року здійснило перший рейс. Протягом 2001—2002 років лайнер ходив під ліберійським прапором із портом приписки в Монровії.
На церемонії хрещення, що відбулася 6 квітня 2001 року у Форт-Лодердейлі (Флорида), хрещеною мамою судна стала Марго Л. Пріцкер, дружина одного із голів правління «Royal Caribbean International». Перший рейс здійснений 7 квітня того ж року з Форт-Лодердейла по Карибському басейну. З часу введення в експлуатацію судно здійснило круїзи навколо Австралії і Нової Зеландії, Гавайських островів та Аляски. За цими ж маршрутами судно працює і нині.